# Dorothy Wilde
Dorothy Ierne Wilde, nota anche come Dolly Wilde (Londra, 11 luglio 1895 – 10 aprile 1941) è stata una traduttrice e socialite britannica.

## Biografia
Dorothy Wilde nacque a Londra nel 1895, tre mesi dopo l'arresto dello zio Oscar Wilde. La Wilde era la figlia di Willie Wilde, fratello dello scrittore, e Sophie Lily Lees. Pur non avendo mai conosciuto lo zio, Dorothy Wilde ne fu un'entusiasta ammiratrice e fu devota alla sua memoria anche più che al padre, un alcolista violento che morì quando la figlia aveva quattro anni.  Dopo la morte del genitore, la Wilde fu cresciuta dalla madre e del patrigno Alexander Teixeira de Mattos e trascorse gran parte della propria infanzia in un collegio in campagna.
Durante la prima guerra mondiale la Wilde si recò in Francia come volontaria e guidò ambulanze al fronte. Apertamente omosessuale, Dorothy Wilde ebbe una relazione con Marion "Joe" Carstairs – erede della Standard Oil – tra il 1917 e il 1918, quando entrambe si trovavano a Parigi. Dopo la guerra sviluppò una dipendenza dall'eroina e, nonostante diversi tentativi di disintossicarsi, non se ne liberò mai. Dal 1927 fino alla morte fu impegnata in una relazione con la scrittrice americana Natalie Clifford Barney, grazie a cui la Wilde si affermò come una figura di spicco nei salotti letterari parigini negli anni tra le due guerre. Nel 1939 le fu diagnosticato un tumore al seno ma rifiutò le cure mediche, preferendo rimedi alternative. Con l'invasione nazista della Francia, Dorothy Wilde lasciò Parigi e tornò in Inghilterra, dove morì nel 1941 all'età di quarantacinque anni, probabilmente per il cancro o un'overdose.